# Maria Vos
Maria Vos (Ámsterdam, 21 de diciembre de 1824 - Oosterbeek, 11 de enero de 1906) fue una pintora neerlandesa especialista en bodegones. 

## Biografía
Nació en una familia cuyo padre era agente de bolsa. Ella estudió lo que ahora se llamaría «economía doméstica» en un internado francés en Weesp. Sin embargo, como era común en aquel momento para las jóvenes de clase alta, recibió clases de dibujo del pintor Christiaan Andriessen, y más tarde de pintura con. En 1844, expuso alguna obra en la Exhibition of Living Masters y, en 1847, se convirtió en miembro honorarios de la "Real Academia de Bellas artes" en Ámsterdam.
Trabajó en esta ciudad hasta 1853 cuando se trasladó a Oosterbeek y se unió a un grupo de los pintores conocidos como «Hollandse Barbizon». En 1863, su amiga, Adriana Johanna Haanen, hermanasta de su profesor, Kiers, se reunió con ella. Siete años más tarde,  construyeron una casa conocida como la "Villa Grada", donde dieron clases de dibujo y pintura. Haanen murió en 1895, pero Vos la sobrevivió y fue uno de los últimos artistas que residieron allí. En su octogésimo cumpleaños, recibió un homenaje personal de setenta miembros de Arti et Amicitiae.
A pesar de que Vos fue principalmente conocida por sus naturalezas muertas, también realizó retratos, paisajes y escenas urbanas, incluyendo una serie de las acuarelas que describen Oosterbeek. Expuso sus obras principalmente en los Países Bajos y Bélgica, pero también tuvo una muestra de su trabajo en la Exposición del Centenario de Filadelfia. Gran parte de sus obras se ha perdido, pero debido a la gran cantidad de su producción todavía se conservan bastantes. Importantes retrospectivas de su trabajo se han realizado en 1973 y 2002.

## Galería

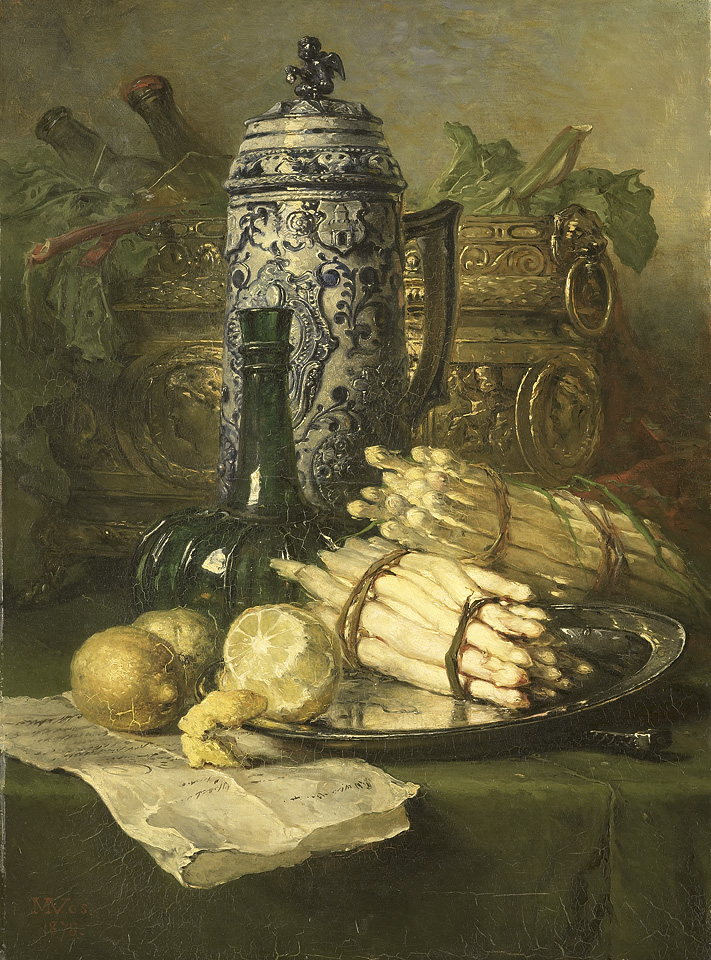
Still Life with Stoneware Mug
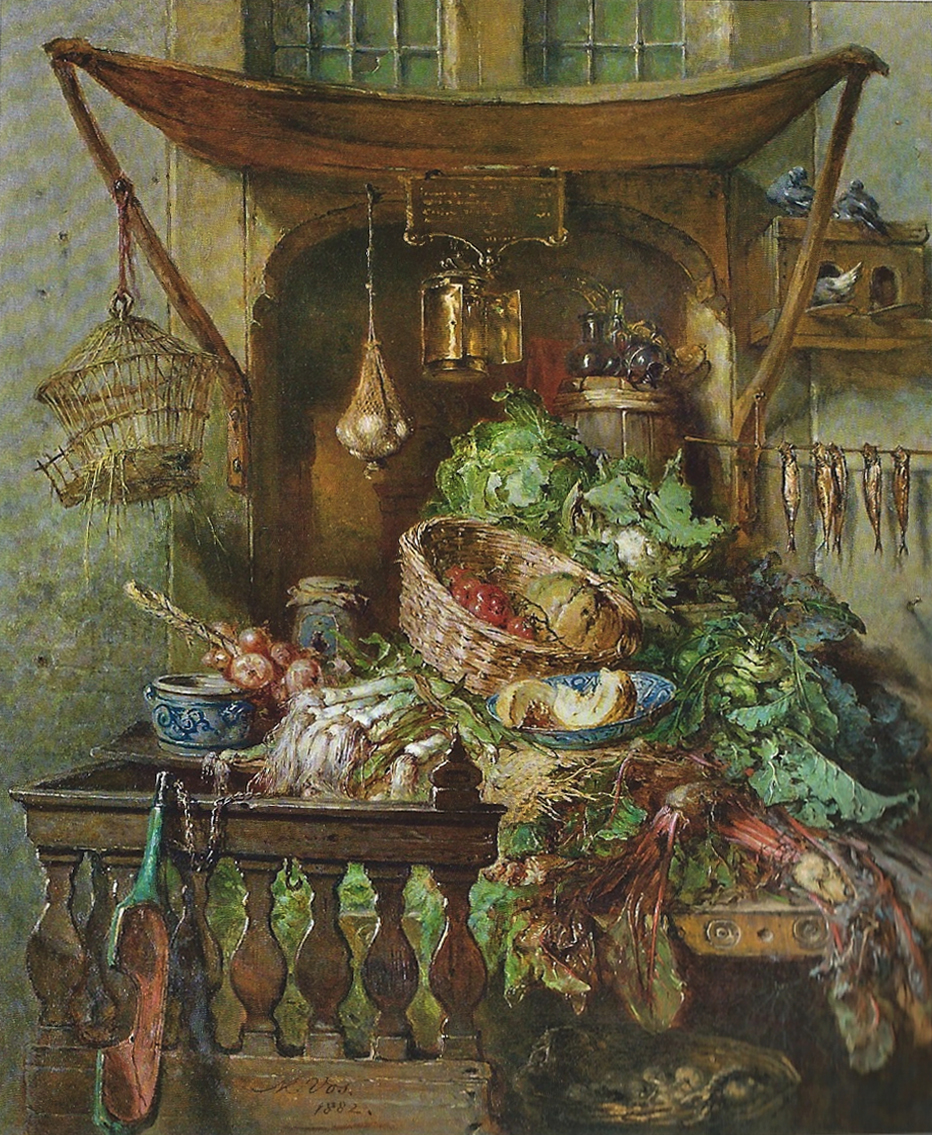
Vegetable Stall
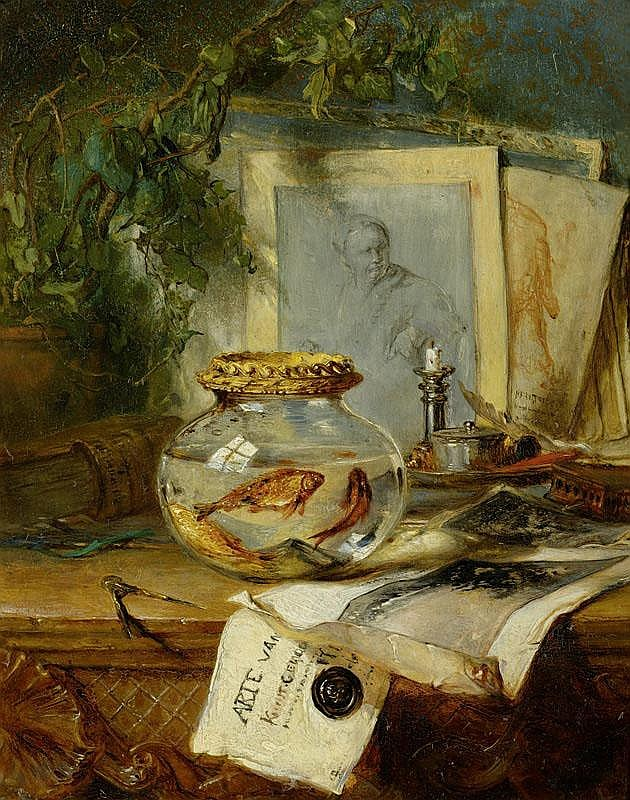
Still Life with Goldfish Bowl
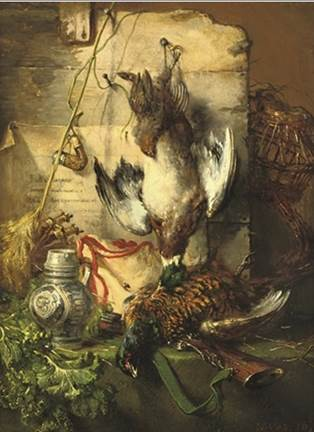
Hunting Still Life